# Ельвіра Дроздова (Меметшаєва)
Ельвіра Дроздова (до шлюбу Меметшаєва; Elvira Drozdova; 1984.06.28, Узбекистан, Самарканд) — українська мисткиня, правозахисниця та юристка кримськотатарського походження. Професійна вишивальниця різними техніками (володіє понад 30-ма), особливу увагу приділяє кримськотатарській техніці золотого шиття з орнаментом Орнек. Членкиня Євпаторійської артелі майстрів до 2014 р. Засновниця школи професійної вишивки «Siuvinėjimo Akademija» («Академія вишивки») в Каунасі, Литва. 
Її роботи знаходяться в приватних колекціях поціновувачів сучасного мистецтва в Україні, США, Франції, Туреччині, Болгарії, Литві, Німеччині, Росії.

## Життєпис
Переїхала у м. Євпаторія, Крим, Україна, разом із сім’єю в 1995 році з Самарканда, Узбекистан. Її мати Ельміра Бєлялова також є відомою вишивальницею в м. Євпаторія. 
У 2002 році отримала свідоцтво державного зразка за спеціальністю вишивальниця 4 категорії у Кримському аграрному учбово-консультаційному центрі при Кримському аграрному університеті. 
Має також дві вищі освіти за спеціальністю магістр права (2007 рік) та інженер-аналітик комп’ютерних систем (молодший спеціаліст, 2006 рік), які здобула у Харківському національному університеті внутрішніх справ.
У 2014 році з родиною була змушена покинути Крим через російську окупацію, переїхавши до м. Львів. Наразі проживає в м. Каунас, Литва.
Одружена, має двох дітей.

## Мистецька робота
З дитинства займається мистецтвом, художнє малювання вивчала в приватній студії, брала участь у багатьох дитячих та юнацьких конкурсах, виставках та бієнале, в тому числі в Республіканському дитячому бієнале 1998 і 1999, Сімферополь, Україна. Також брала участь у:
- виставці «Національне кримськотатарське шиття та кримські костюми» 2002, Євпаторія, Україна;
- виставці «Золоті кримські візерунки» 2003, Саки, Крим, Україна;
- I Міжнародному фестивалі кримськотатарської та тюркської культури „Derviza-gezlev kapusy“, 2004 р., м. Євпаторія, Крим, Україна;
- виставці «День пам'яті» 2005 р., м. Євпаторія, Крим, Україна;
- III Всеукраїнській виставці-конкурсі «Вишивка. Авторське рукоділля», 2006 р. квітень, Київ, Україна.
- Виставкці персональної вишивки, 2006, травень, Євпаторія, Крим, Україна.

Брала участь у 1, 2 та 3 Республіканському фестивалі народної творчості «Місто майстрів», 2006, 2007, 2008, Євпаторія, Крим, Україна, та благодійному мистецькому проєкті «Національний музей у Львові імені А. Шептицького – кримським татарам», травень, Львів, Україна.

Після здобуття першої освіти тривалий час працювала викладачкою вишивання в Євпаторії.

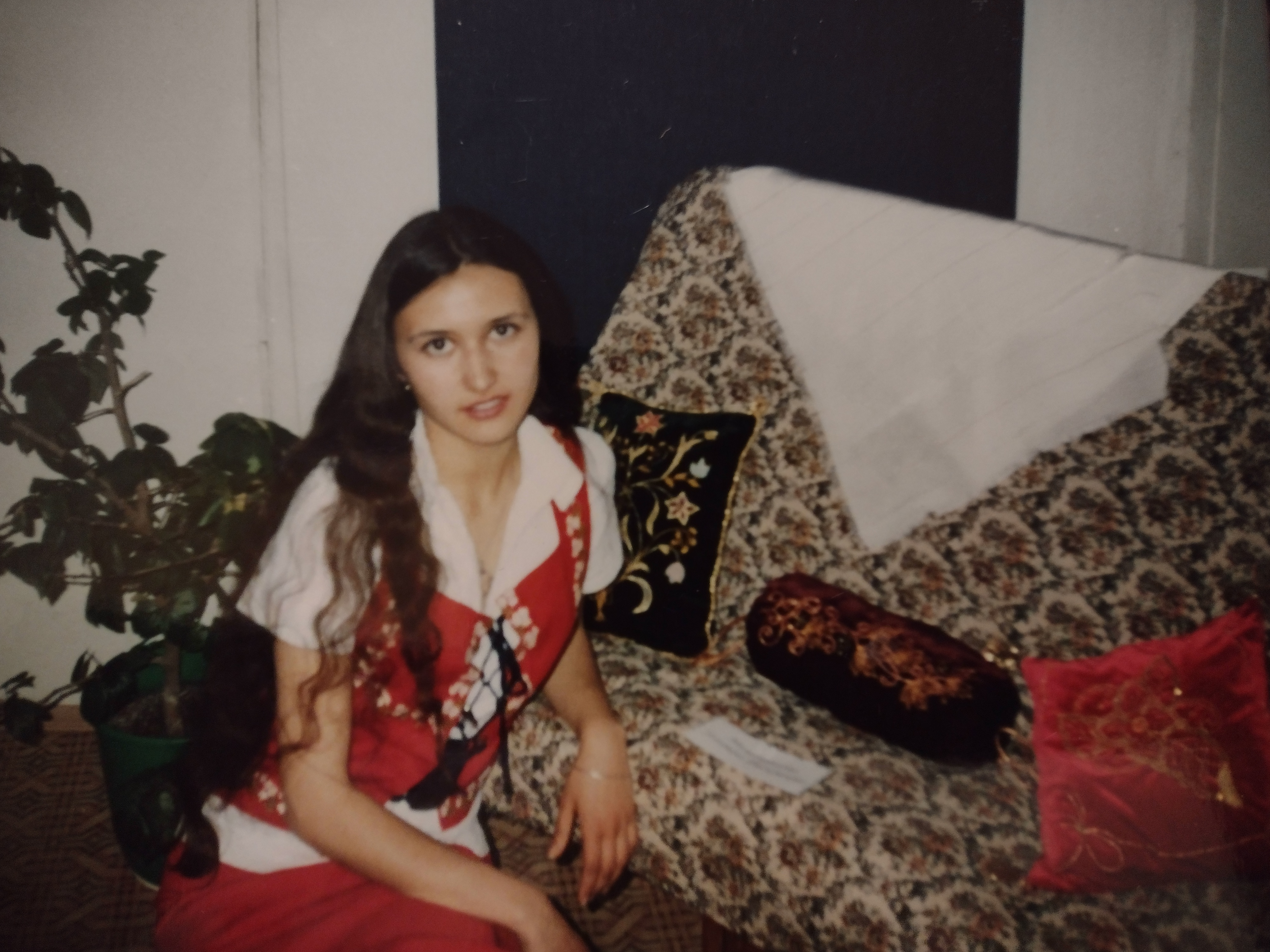
Виставка в м. Євпаторія, 2006

2003 року почала працювати викладачкою вишивання в Кримському державному аграрному учбово-консультаційному центрі. 2006 – 2014 рр. викладачка вишивання в Міжобласному центрі професійної реабілітації людей з інвалідністю.

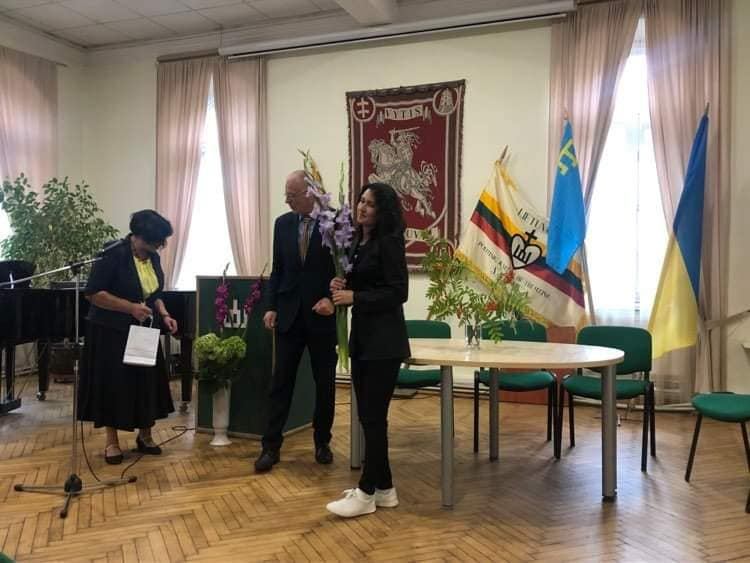
Виставка «Ціна перемоги — життя», Каунас, вересень 2022

Після російського вторгнення в Україну 2022 року перейшла на міжнародний рівень. 10 червня 2022 року брала участь у Міжнародному художньому ярмарку (Art Compensa) Project «Another Day», Вільнюс, Литва, та Kultūros Fabrikas, Клайпеда. Провела дві персональні виставки в 2022 році у м. Каунас «Я Є…!» та «Бачити.Відчувати.», є організаторкою (кураторкою) та учасницею виставки «Ціна перемоги — життя» в м. Каунас, вересень 2022. Виставка робіт з орнаментами Орнек у JazzAcademy Kaunas у жовтні 2022 року. В листопаді 2022 р. брала участь у International Watercolor Festival FREEDOM Ukraine 2022.
В 2023 році здобула професійну освіту в області графічного дизайну і мультимедія в м. Каунас, Литва. У червні 2023 року брала участь у XXXVII Міжнародному фестивалі «ATATARIA LAMZDŽIAI» (Литва) з персональною виставкою «Karanfil». В серпні 2023 відкрила персональну виставку «Акварель і кава» в Каунасі і Центрі різних народів. В листопаді 2023 брала участь у фестивалі «Біла стрічка» з колективною виставкою, де експонувала робити в акварелі з серії «Прожити...». Ельвіра Дроздова заснувала в 2023 році власну школу професійної вишивки «Siuvinėjimo Akademija» («Академія вишивкі») в Каунасі, Литва. 
На початку 2024 року завершила курс «Сучасної вишивки та вишивки от кутюр» в італійській школі вишивки Scuola Di ricamo Alta moda м. Рим. В січні 2024 року відкрила персональну виставку «Örnek ornamentai» в Каунаському культурному центрі.

## Юридична та громадська робота
Має досвід роботи також за спеціальностями права та аналізу комп’ютерних систем, тривалий час працювала юристкою, мала власну приватну практику.  
Наприкінці 2014 року створила проєкт «Безглютенове та безлактозне харчування в Україні» «Спеціальне харчування», який захищає права людей, які потребують спеціального дієтичного харчування через різні захворювання (целіакія, лактозна непереносимість, цукровий діабет, харчова алергія). Завдяки організації та роботі проєкту була відкрита перша в Україні група в державному дитячому садочку м. Львів, де надавали спеціальне дієтичне харчування без глютену і молока. Пізніше були відкриті групи і в інших містах.  
З початком російського вторгнення 2022 розпочала серію малюнків «Замальовки війни – Україна в наших серцях». 
В травні 2022 року двічі взяла участь в арт-флешмобі в газеті Верховної Ради «Голос України» та у Виставці українських художників «Мистецтво опору» (The Art of Resistance), Валенсія (Іспанія), Sala d'Exposicions Municipal – муніципалітет Casino Lliberal. 

## Нагороди
В грудні отримала відзнаку у вигляді подяки від Департаменту національних меншин при Уряді Литовської Республіки за поширення кримськотатарської етнокультури.